# Xanthoparmelia karooensis
Xanthoparmelia karooensis är en lavart som beskrevs av Hale. Xanthoparmelia karooensis ingår i släktet Xanthoparmelia och familjen Parmeliaceae.   Inga underarter finns listade i Catalogue of Life.